# اسلام در عربستان
اسلام در عربستان دین رسمی است. ارتباط بین اسلام و عربستان سعودی (یا حداقل منطقه حجاز غربی این کشور) به‌طور منحصر به فرد قوی است. به گونه‌ای که به عربستان، «خانه اسلام» گفته می‌شود. محل شهرهای مکه و مدینه است، جایی که محمد، پیامبر اسلام، در آن زندگی کرده و درگذشته است، و سالانه میلیون‌ها زائر حج تمتع و عمره، مسلمان را به خود جلب می‌کند و همچنین هزاران روحانی و دانشجو که از سراسر جهان اسلام به تحصیل به این کشور می‌آیند همگی در قطب اسلام بودن این کشور مؤثر است.

## جمعیت
این که آیا سلفی‌ها یا وهابی‌ها اکثریت جمعیت را در عربستان سعودی تشکیل می‌دهند یا خیر، اختلافی است. با این حال یک گزارش منتشر شده تخمین زده‌است که تعداد آنها تنها ۲۲٫۹ درصد از جمعیت بومی (متمرکز در نجد) را تشکیل می‌دهد. براساس شماری از منابع، فقط اقلیت سعودی‌ها خود را وهابی می‌دانند، اگرچه طبق منابع دیگر، وابستگی به وهابیت تا ۴۰ درصد است، و آن را به یک اقلیت بسیار غالب تبدیل می‌کنند.

## تاریخ

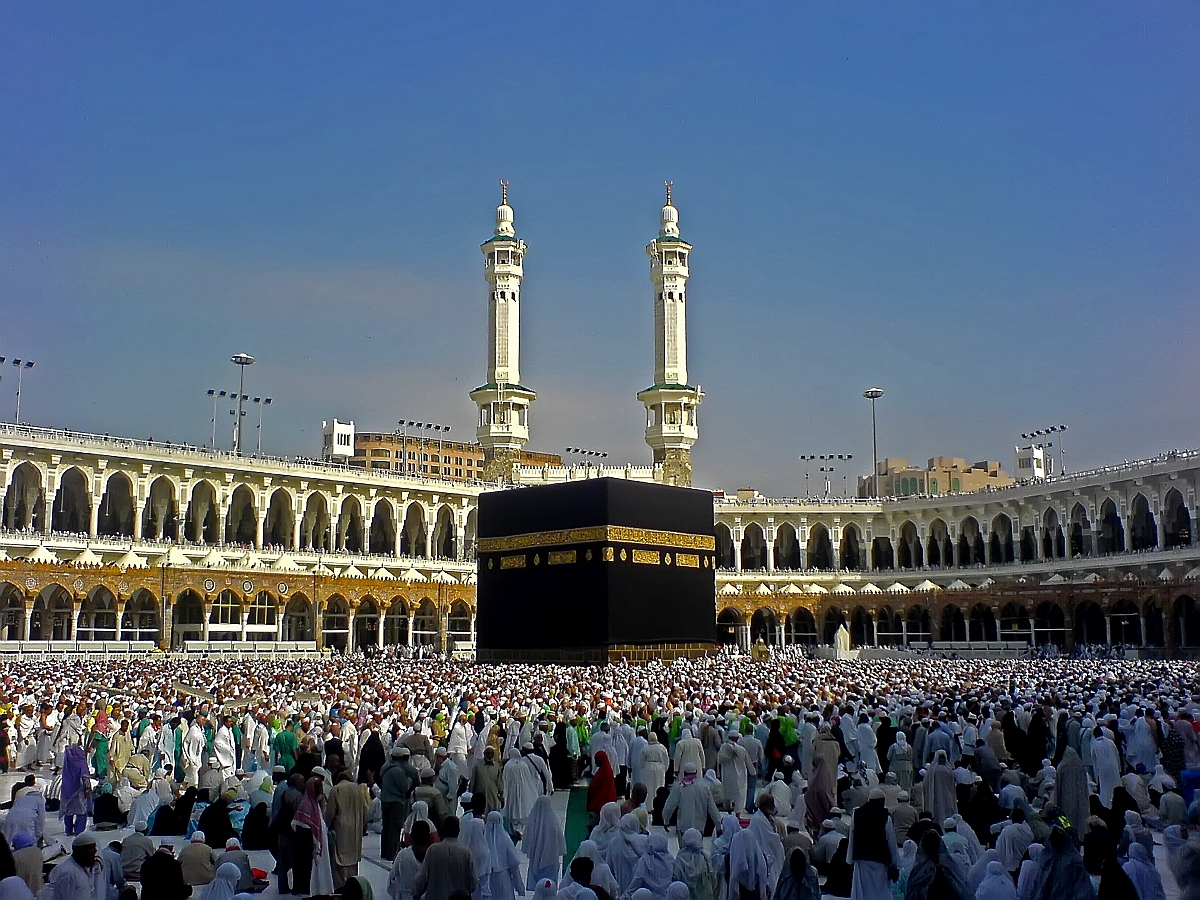
کعبه واقع در شهر مکه در ایام حج مسلمانان

### پیدایش اسلام
پیامبر اسلام، محمد، در حدود سال ۵۷۱ میلادی در مکه به دنیا آمد. از اوایل قرن هفتم، محمد اقوام مختلف شبه جزیره را متحد کرد و یک مذهب اسلامی واحد ایجاد کرد. پس از مرگ وی در سال ۶۳۲، پیروان او به سرعت قلمرو تحت کنترل مسلمانان را در آنسوی عربستان گسترش دادند و بخش‌های زیادی از قلمرو را فتح کردند. از قرن نهم میلادی، تعدادی از فرقه‌های شیعه به ویژه در قسمت شرقی عربستان توسعه یافتند. اینها شامل قرمطیان، فرقه هزاره اسماعیلی به رهبری ابو طاهر الجنابی الفارسی بود که در سال ۹۳۰ به مکه حمله کرد.

### آل سعود و بن عبد الوهاب
نخستین «دولت سعودی» که در سال ۱۷۴۴ در منطقه اطراف ریاض تأسیس شد، به سرعت گسترش یافت و به‌طور خلاصه بیشتر قلمرو امروز عربستان سعودی را کنترل کرد، اما توسط محمد علی پاشا، جانشین عثمانی مصر، در سال ۱۸۱۸ نابود شد. در سال ۱۸۲۴، «دولت سعودی» دوم بسیار کوچکتر، که عمدتاً در نجد واقع شده‌است، در سال ۱۸۲۴ تأسیس شد، اما تا سال ۱۸۹۱ حاکمان آل سعود آن به کویت به تبعید رانده شدند.
در آغاز قرن بیستم، سومین تلاش برای فتح این سرزمین توسط یکی دیگر از آل سعود، عبدالعزیز ابن سعود انجام شد. وی یک ارتش قبیله ای با الهام از وهابیت و به رهبری سلطان بن بجاد و فیصل الدویش که به سرعت پس از بنیانگذاری آن در سال ۱۹۱۲ رشد کرده بود تشکیل داد. در نهایت حجاز در سالهای ۲۵-۲۵ - ۱۹۲۴ فتح شد و در سال ۱۹۳۲، دو پادشاهی حجاز و نجد به عنوان پادشاهی عربستان سعودی متحد شدند.